# Minchiate

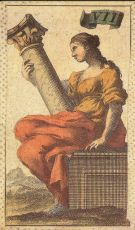
"La Força" (VII), de l'Antic Minchiate Etruria.

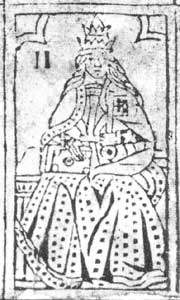
Papessa, dels Fulls Rosenwald.

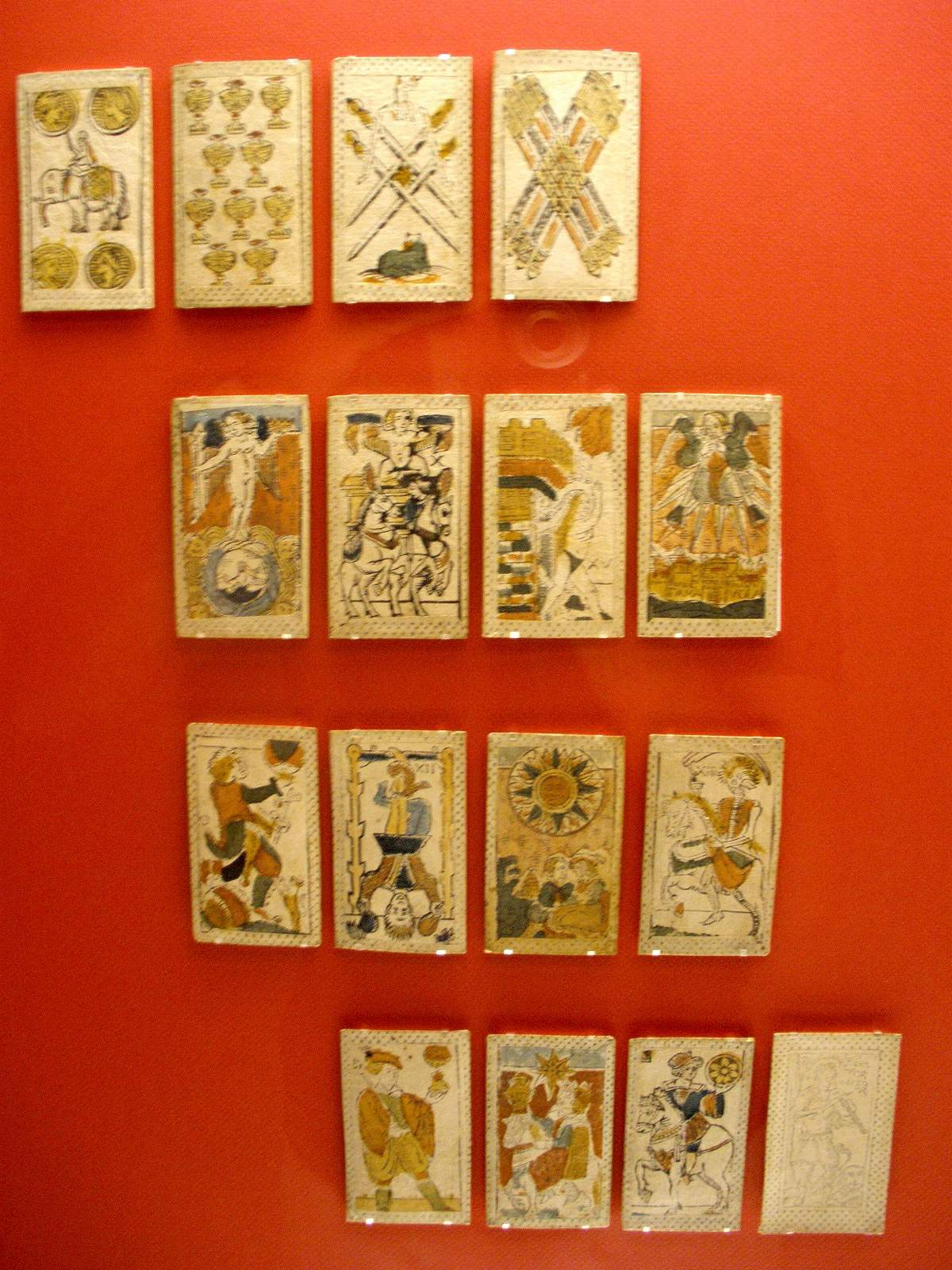
Cartes de la versió de Lucca.

Les Minchiate són un joc de cartes de principi del segle xvi, originari de Florència, Italia, tot i que ja no es juga. La paraula minchiate (plural italià) també es pot referir a la baralla de 97 cartes especialment utilitzada per a aquest joc. Es tracta d'una baralla fortament relacionada amb la del tarot, però conté més trumfos. El joc era similar al tarocchi, del qual seria la varietat florentina, tot i que és més complex. 

## Història
La referència més antiga d'aquestes cartes, conegudes llavors com a trionfi, data de 1440, quan un notari de Florència donà fe de la transferència de dues baralles a Sigismondo Pandolfo Malatesta.
La paraula minchiate significa «disbarat» o "fotesa", i deriva de mencla, la forma vulgar de mentula, el terme llatí per fal·lus. El terme minchione equival, en italià, a ximplet i minchionare significa burlar-se d'algú. Així, el nom vindria a significar «el joc del ximplet», ja que aquesta carta (el Ximplet o l'Excusa) predominen en tots els jocs de tarot. Al tarocchini, sminchiate és una senyal usada amb la parella de joc.
Una de les referències més antigues d'aquest joc es troba en una carta de 1466 de Luigi Pulci a Llorenç el Magnífic de Medici. Es creu que es jugava amb una baralla de 78 cartes, com es pot veure als Fulls Rosenwald, fulls d'impremta sense tallar de tarots florentins, datats de 1480 a 1500. Hi ha dues versions més que consten de 97 cartes cada baralla. En primer lloc, la seqüència d'alguns trumfos va del més baix al més al: Força, Justicia, Roda i Carro, però en l'ordre de Rosenwald, l'ordre és Justícia, Força, Carro i Roda. Per altra banda, les Fulls Rosenwald contenen la Papessa com a segon trumfo, que no es troba en la baralla de 97 cartes. Precisament, en una cançó florentina escrita al voltant de 1500, els trumfos de la baralla del tarot apareixien llistats gairebé igual que als Fulls Rosenwald, amb l'excepció de la Papessa (el que podria significar que aquesta carta fou treta de la baralla en aquella època). La cançó també enumera els altres trumfos com Força, Justícia, Carro i Roda, fet que suggereix una etapa de transició de l'ordre dels Fulls Rosenwald al de les baralles de 97 cartes.
Inicialment, el minchiate de 97 cartes fou anomenat germini, després que Gèminis (XXXV) es convertís en el major dels nous trumfos. El registre més antic del germini és de 1506. Aquesta baralla fou creada inserint dels 20 trumfos nous com un únic bloc entre el trumfo 15 i l'Estrella, que es convertí en el trumfo 36. La nova baralla va esdevenir molt més popular que la de 77 cartes, que es deixà de produir, i l'antic nom de minchiate fou traspassat a la baralla ampliada durant el segle xvii. El joc s'estengué de Florència a la resta d'Itàlia i França durant aquest segle. A Sicília, se l'anomenà gallerini, mentre que a Liguria se'l coneixia com a gallenini, però les regles usades en aquestes regions s'han perdut i només se sap, per algunes referències críptiques, que era bastant diferent del joc florentí. Totes les regles que han sobreviscut deriven del sistema jugat pel Gran Ducat de Toscana i els Estats Pontificis.
Al segle xviii, el minchiate havia sobrepassat en popularitat, a Itàlia, al joc de tarot original. Paolo Minucchi publicà un comentari sobre el joc en 1676 i Romain Merlin el descrigué en detall a Origine des cartes à jouer, publicat a París en 1869. També és conegut a Alemanya a finals del segle xviii. El joc es continuà jugant a Gènova en 1930, però la popularitat en declinà al pas del segle xix al segle xx.

## La baralla
La baralla de minchiate difereix d'altres de tarot en diverses característiques. La primera diferència, i la més evident, és que hi ha el doble de trumfos (el minchiate en té 40, a més del Foll o l'Excusa). Per altra banda fa servir numerals romans per als seus trumfos. A causa del seu elevat nombre, els jugadors normalment es referien a ells pel seu número, a excepció dels arie.
Les baralles de minchiate provenen de dos patrons diferents, el primerenc i el tardà, que coexistiren durant més de dos segles. El més antic data de principis del segle XVI o, fins i tot, finals del XV. Hi ha els quatre colls llatins d'espases, bastos, oros i copes, amb cartes pip de l'as al deu i quatre figures: la sota, el cavall, la reina i el rei. En la baralla de minchiate, però, en els colls de copes i monedes, les sotes (en italià, fanti) son reemplaçats per les donzelles (fantine). Els cavallers, que en el tarot de Marsella i d'altres similars apareixen com a figures muntades, son representades com a centaures o esfinx. Els colls segueixen el patró portuguès amb l'excepció dels bastos, que segueixen el sistema nord-italià. Aquest patró desapareix als voltants de 1900.
La República de Lucca va produir la seva pròpia versió de baralles, molt similar a les florentines però amb diverses diferències gràfiques. Els reis apareixen asseguts sota arcs, els cavallers són éssers humans muntats a cavall, totes les sotes són masculines i el Foll juga amb un ca. Aquest patró desapareix durant el segle XVIII.
El patró de minchiate més tardà apareix a principis del segle XVIII com a edició de luxe. En aquesta versió, els vuit trumfos més alts perden el seu fons vermell. Sobre el 1820, aquest patró fou redissenyat per a tenir un aspecte més pla i senzill, amb canvis en un quart dels trumfos i restablint els fons vermells als trumfos més alts. Aquest patró sobrevisqué a Ligúria fins als 1930.
El trumfos del minchiate, i el seus equivalents al tarot de Marsella i l'esotèric tarot Rider-Waite, són: 

| Número de carta                                  | Nom italià | Traducció catalana                                                                                            | Correspondència amb el Minchiate Francesi                                                    | Correspondència amb el Tarot de Marsella       | Correspondència amb el Tarot Rider-Waite   |
| ------------------------------------------------ | --- | --- | -------------------------------------------------------------------------------------------- | ---------------------------------------------- | ------------------------------------------ |
|                                                  | Il matto | El Foll, el Boig, el Ximplet                                                                                  | Momus                                                                                        | Le Mat                                         | 0 - The Fool                               |
| I                                                | Papa uno; l'Uno; il Papino; Ganellino | El Mag | (Mercuri)                                                                                    | I Le Bateleur                                  | 1 - The Magician                           |
| II                                               | Papa due; l'Imperatrice | L'Emperadriu                                                                                                  | (Bacus)                                                                                      | III L'Empératrice                              | 3 - The Empress                            |
| III                                              | Papa tre; l'Imperatore | L'Emperador                                                                                                   | (Amor)                                                                                       | IIII L'Empereur                                | 4 - The Emperor                            |
| IIII                                             | Papa quattro; il Papa | El Papa | (Venus)                                                                                      | V Le Pape                                      | 5 - The Hierophant                         |
| V                                                | Papa cinque; L'amore | Els Enamorats                                                                                                 | Amor                                                                                         | VI L'amoureux                                  | 6 - The Lovers                             |
| VI                                               | La Temperanza | La Temperança                                                                                                 | Temperança                                                                                   | XIIII Temperance                               | 14 - Temperance                            |
| VII                                              | La Fortezza | La Força | Fortalesa                                                                                    | XI La Force                                    | 8 - Strength                               |
| VIII                                             | La Giustizia | La Justicia                                                                                                   | Justicia                                                                                     | VII La Justice                                 | 11 - Justice                               |
| VIIII                                            | La Ruota della Fortuna | La Roda de la Fortuna                                                                                         | Fortuna                                                                                      | X La Roue de Fortuna                           | 10 - Wheel of Fortune                      |
| X                                                | Il Carro | El Carro | (Cap)                                                                                        | VII Le Chariot                                 | 7 - The Chariot                            |
| XI                                               | Il gobbo; il Tempo | L'Ermità | Vellesa                                                                                      | IX L'Ermite                                    | 9 - The Hermit                             |
| XII                                              | L'impiccato; il traditore | El Penjat | (Cap)                                                                                        | XII Le Pendu                                   | 12 - The Hanged Man                        |
| XIII                                             | La Morte | La Mort | (Cap)                                                                                        | XIII (Sense nom)                               | 13 - Death                                 |
| XIIII                                            | Il Diavolo; il demonio | El Diable | (Cap)                                                                                        | XV Le Diable                                   | 15 - The Diable                            |
| XV                                               | La Casa del diavolo | La Torre | (Cap)                                                                                        | XVI La Maison Dieu                             | 16 - The Tower                             |
| XVI                                              | La Speranza | Esperança | Esperança                                                                                    | (Cap)                                          | (Cap)                                      |
| XVII                                             | La Prudenza | Prudència | Prudència                                                                                    | (Cap)                                          | (Cap)                                      |
| XVIII                                            | La Fede | Fe | (Cap)                                                                                        | (Cap)                                          | (Cap)                                      |
| XVIIII                                           | La Carità | Caritat | Caritat                                                                                      | (Cap)                                          | (Cap)                                      |
| XX a XXIII                                       | Il Fuoco, l'Acqua, la Terra, l'Aria | Els quatre elements: Foc, Terra, Aigua, Aire                                                                  | Foc, Terra, Aigua, Aire                                                                      | (Cap)                                          | (Cap)                                      |
| XXIIII A XXXV                                    | la Bilancia, la Vergine, lo Scorpione, l'Ariete, il Capricorno, il Sagittario, il Cancro, i Pesci, l'Acquario, il Leone, il Toro, i Gemelli | El zodíac: Balança, Verge, Escorpí, Aries, Capricorn, Sagitari, Cancer, Piscis, Aquari, Lleó, Taure, Gèminis) | Desembre, Novembre, Octubre, Setembre, Agost, Juliol, Juny, Maig, Abril, Març, Febrer, Gener | (Cap)                                          | (Cap)                                      |
| (XXXVI a XXXVIII, però normalment sense numerar) | La stella, la Luna, il Sola | L'estrella, la Lluna, el Sol                                                                                  | L'estrella, la Lluna, el Sol                                                                 | XVII L'étoile, XVIII La Lune, XVIIII Le Soleil | 17 - The Star, 18 - The Moon, 19 - The Sun |
| (XXXVIIII, normalment sense numerar))            | Il Mondo | El Món | El Món                                                                                       | XXI Le Monde                                   | 21 - The World                             |
| (XL, normalment sense numerar))                  | Le trombe | El Judici | Renom                                                                                        | XX Le Jugement                                 | 20 - Judici                                |

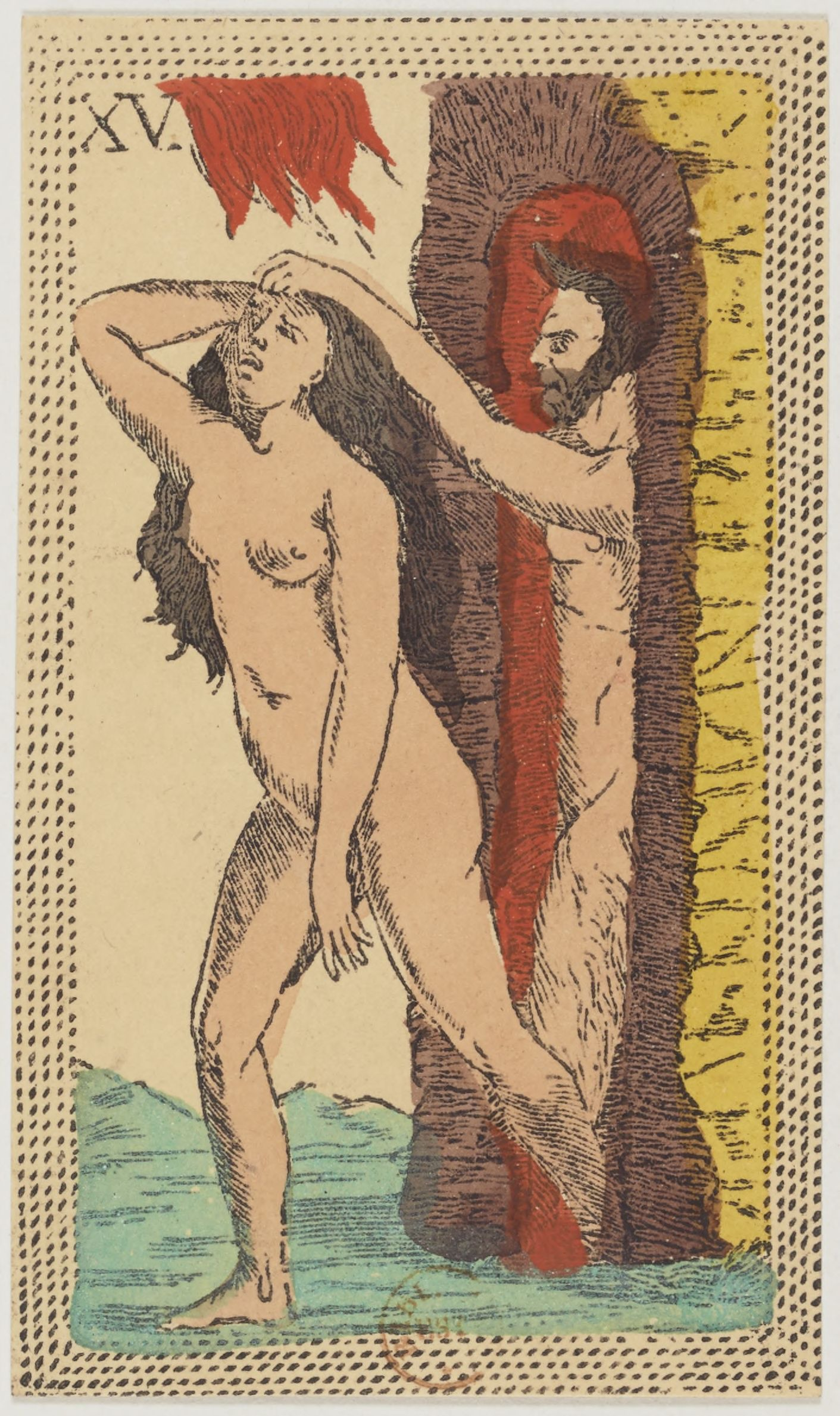
La Casa del Diavolo (Baralla de Minchiate, Florence, 1860-1890) mostra un disseny molt diferent al de La Torre, si bé poden englobar-se en el mateix concepte.

Comparant el Full Rosenwald amb els llistats de trumfos del segle XVI, la Papessa (II) possiblement quedà fora a finals del XV, fet que va canviar una posició en tots els trumfos per davall del primer. L'Emperadriu, Emperador, i el Papa esdevingueren els nous II, III, i IIII respectivament, portant aquest darrer una corona secular en contraposició a la tiara papal. De fet, els cinc primers trumfos eren coneguts, de manera col·lectiva, com a papi (papes), essent Amor afegit al grup després d'aquest canvi de valor. La identificació d'alguns papi fou oblidada durant segles, ja que els jugadors es referien a elles pel seu nombre (papa 2, papa 3 i papa 4). L'escriptor francès Romain Merlin (1869) és l'única font que anomena als trumfos II, III i IIII el Gran Duc, L'Emperador d'Occident i l'Emperador d'Orient.
Justícia, Fortitud, i Temperança eren tres virtuts cardinals clàssiques incorporades en la majoria de trumfos del tarot. El minchiate afegeix la virtut cardinal restant (Prudència) i afegeix les tres virtuts teològiques: Fe, Esperança i Caritat. És l'única baralla que inclou les set virtuts, si bé les virtuts teològiques també es poden trobar a la baralla Cary-Yale.
El minchiate comparteix moltes característiques amb el Tarot Bolonyès i Tarot sicilià, en oposició als patrons occidentals com el Tarot de Marsella. Mentre la Torre és anomenada "La Casa de Déu" al Tarot de Marsella, és anomenada "La Casa del Diable" o "La Boca de l'Infern" a la baralla de minchiate i mostra una dona nua fugint d'un edifici en flames. La Lluna mostra un astròleg estudiant la lluna en lloc dels gossos i la llagosta de la versió marsellesa. L'Ermità és sovint anomenat "el Temps" o bé "el Geperut" i es representa com un ancià amb crosses i un rellotge d'arena al darrere. Igual que altres baralles del sud d'Itàlia, la darrera carta de la sèrie no és El Món, sinó el Judici. També inclou els diferents signes del zodíac (sense un ordre concret) i els quatre elements clàssics.
El vuit trumfos de més valor tenen un fons vermell, mentre que els cinc superiors (els arie) no estan numerats. Algunes baralles tenen una 98a carta, que també compta amb un fons vermell i es troba sense numerar, com els arie. Hi apareix una dona nua corrent en una roda, probablement representant Fortuna. El joc amb 98 cartes apareix esmentat com a propi de Sicília durant els principis del segle xviii i només n'han sobreviscut alguns exemples de Gènova. Es desconeix el valor que tenia aquesta carta i com afectava les mecàniques de joc. També es desconeix com es relacionà amb el Minchiate Francesi descrit més avall.

### Minchiate educatiu
Durant el segle XVIII es produïren diferents baralles didàctiques a Florència. En comptes de les figures habituals i pips, cada carta hauria tingut un text explicatiu sobre un tema. Una baralla d'història tenia colls d'Assiria, Pèrsia, Grècia o Roma, amb els trumfos ensenyat mites i llegendes. Les baralles de geografia contenien mapes del món conegut.

### Minchiate Francesi

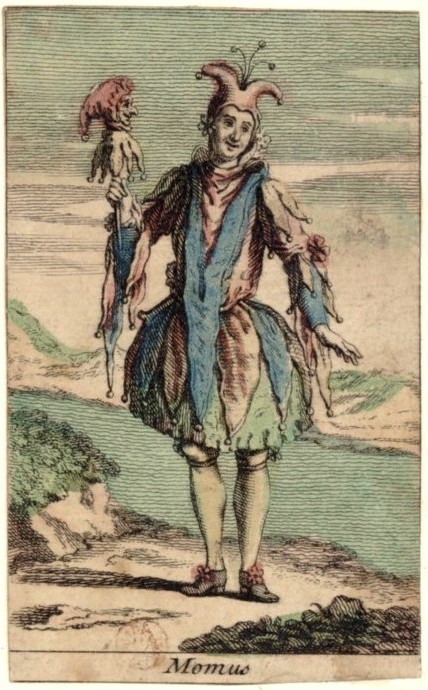
Momus com el Ximplet en la baralla de 97 cartes.

El Minchiate Francesi també és conegut com a Minchiate de Poilly arran de la l'atribució que se'n fa al gravador François de Poilly (1623–93) i el seu fill (1666-1741), que té el mateix nom.
Sota aquesta varietat s'engloben tres baralles franceses diferents que feien servir el mateix conjunt de gravats. La primera tenia 42 trumfos numerats, la segona 40 trumfos numerats i Momo com a carta sense número i la tercera amb 21 trumfos numerats i Momo com a carta sense numerar. Les regles del joc de la primera baralla són desconegudes, però el segon sembla haver estat jugat com el minchiate italià, mentre que el tercer pretenia ser com un tarot ordinari (tot i que se'l continuà anomenant minchiate). L'ordre dels motius de les dues baralles més tardanes fou reajustat en comparació al primer per tal d'assemblar-se més als seus equivalents italians. Les tres baralles tenien les mateixes 56 cartes senzilles amb els quatre colls francesos, representant cada un d'ells un continent diferent: espases per Àfrica, Cors per Europa, trèvols per les Amèriques i diamants per Àsia. Els gravats compartien motius amb el minchiate italià i el Tarot Noveau i n'agafaren d'altres de la Mitologia Romana.
Ordre de les 98 cartes amb 42 trumfos:
- #1-5 Objectes cosmològics (Caos, Sol, Lluna, Estrella, Món), #6-9 Elements (Aire, Terra, Aigua, Foc), #10-13 Edat (Joventut, Infància, Adolescència, Vellesa), #14-18 Sentits (Gust, Olor, Tacte, Vista, Oïda), #19-24 Virtuts (Prudència, Justícia, Caritat, Esperança, Fortitud, Judici/Renom), #24-30 Deus (Mercuri, Bacus, Amor, Venus, Momo, Fortuna) #31-42 Zodíac/ Mesos (gener, febrer, Març, Abril, maig, juny, juliol, August, setembre, octubre, novembre, desembre).

Ordre de les 97 cartes amb 40 trumfos:
- Momo, #1-4 Deus (Mercuri, Bacus, Amor, Venus), #5-9 Virtuts (Prudència, Justícia, Caritat, Esperança, Fortitud), #10 Fortuna, #11-14 Edats (Vellesa, Joventut, Adolescència, Infància), #15-19 Sentits (Gust, Tacte, Olor, Oïda, Vista), #20-23 Elements (Foc, Terra, Aigua, Aire), #24-35 Zodíac/Mesos (desembre, novembre, octubre, setembre, agost, juliol, juny, maig, Abril, Març, febrer, gener), #36-39 Objectes cosmològics (Estrella, Lluna, Sol, Món), #40 Judici/Renom.

Ordre de les 78 cartes amb 21 trumfos:
- Momo, #1 Mercuri, #2 Amor, #3-8 Virtuts i Fortuna (Esperança, Fortitud, Fortuna, Justícia, Caritat, Prudència), #9-12 Edat (Vellesa, Joventut, Adolescència, Infància), #13-16 Elements (Aigua, Foc, Terra, Aire), #17 Estrella, #18 Lluna, #19 Sol, #20 Judici/Renom, #21 Món.

### Minchiate austríac

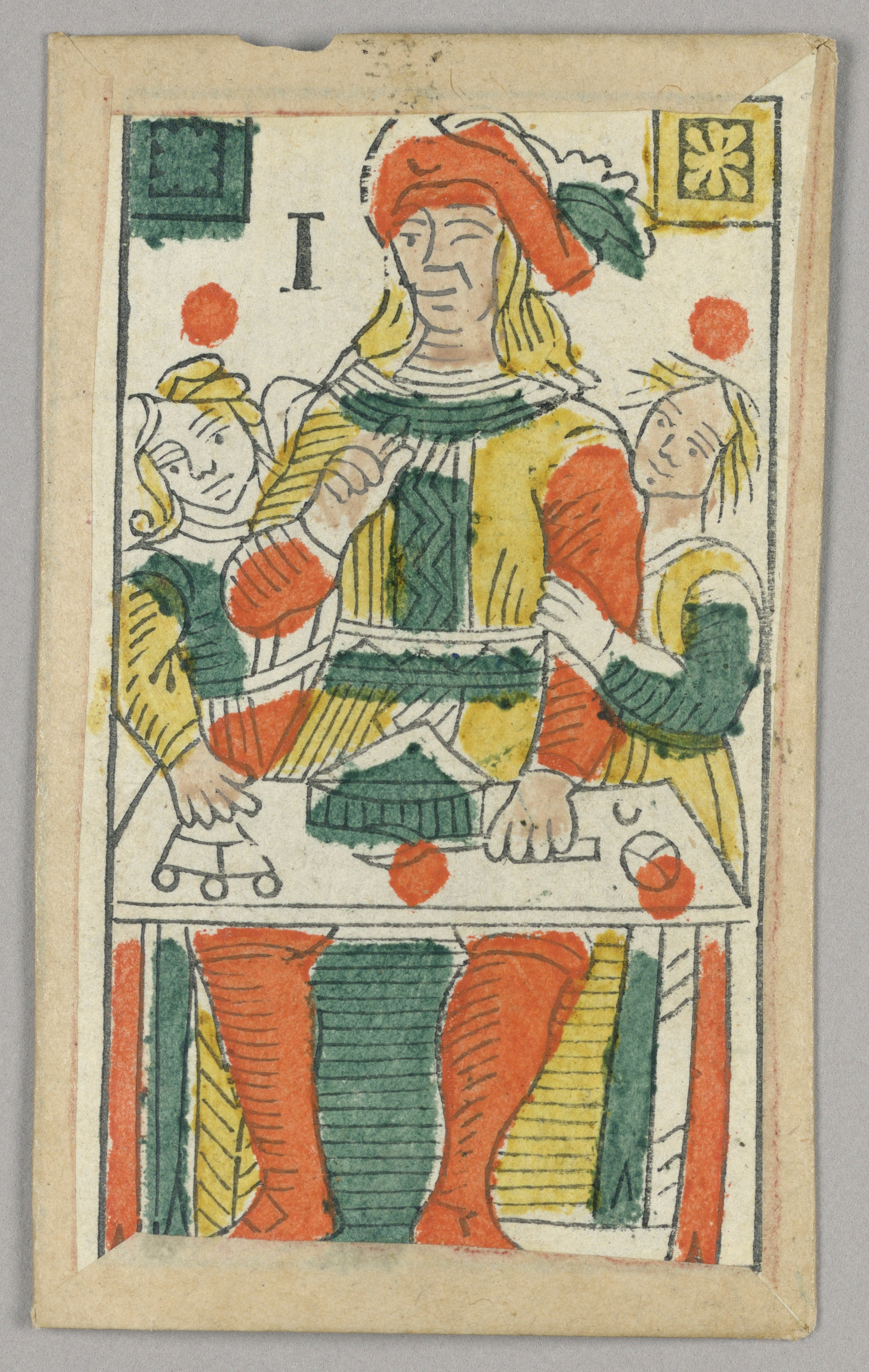
El Mag, Mercuri en la versió del minchiate.

Piatnik, de Viena, produí unes misterioses baralles franceses, al voltant de 1930, que també presentaven 40 trumfos. S'assemblen a les baralles Industrie und Glück, utilitzades pel tarock centreuropeu: 32 cartes simples amb 40 trumfos representant escenes costumistes. Amb l'Sküs (el Foll), el total de cartes era de 73. Part del misteri ve de la capsa, que està en francès. Les baralles d'Industrie und Glück no tenien comunitats de jugadors conegudes en els països francòfons, mentre que el minchiate es trobava restringit a uns pocs jugadors de Gènova en 1930.

## En cartomància
Tot i que no ha existit cap sistema d'endevinació basat en aquestes cartes en els segles passats, i a causa del contingut al·legòric i cosmològic de les seves figures, en els darrers anys diversos ocultistes del tarot han proposat sistemes d'endevinació i cartomància a través de la baralla de minchiate. Al llibre de Charles Godfrey Leland, de 1890, "Aradia, o l'Evangeli de les bruixes", parla d'un encanteri que fa servir "40 cartes", que anomena com els "40 déus" que han d'invocar la deessa Laverna per a respongui a les súpliques del fetiller. Paul Huson especula que aquestes 40 cartes són els 40 trumfos de la baralla del minchiate. També assenyala que el llibre de Leland "Restes etrusques-romanes en la Tradició Popular" (1892) conté un encanteri que és llançat a través de cartes del tarocco, per invocar Janus.

## Baralles reproduïdes

### Minchiate "Al Leone"
L'any 2004, l'editorial espanyola Ediciones del Prado va reproduir la baralla florentina "Al Leone", de 1790. 

### Antiche Minchiate Etruria
L'editorial italiana Lo Scarabeo ofereix una reproducció del "Antiche Minchiate Etruria", una baralla gravada de minchiate que aparegué per primer cop en 1725 i a la que afegí nombres romans als arie.
L'editorial italiana Il Meneghello també compta amb una reproducció de la mateixa baralla, però en aquest cas deia els arie sense numerar i reprodueix el segell d'impost en trumfo 30.

### Minchiate Fiorentine
En 1984, l'artista Constante Constantini (mort en 2006) publicà, a través de l'editorial italiana Solleone, una versió moderna del "Minchiate Fiorentine", una xilografia que aparegué als voltants de 1820.
Il Meneghello També publicà una reproducció d'aquesta baralla en mida normal i mini.

### Minchiate Francesi
Solleone va reproduir aquesta baralla en 1986.

## Baralles modernes
L'artista Brian Williams (mort el 2002) va publicar una edició moderna del minchiate, que incorpora un llibre informatiu.
Constantini també va produir el "Nuove Minchiate Fiorentine" amb Solleone el 1981. A diferència de la l'anterior baralla, aquesta mostra el seu estil personal.